# Houéyogbé
Houéyogbé ist eine Stadt, ein Arrondissement und eine 290 km² große Kommune in Benin. Sie liegt im Département Mono.

## Demografie und Verwaltung
Das Arrondissement Houéyogbé hatte bei der Volkszählung im Mai 2013 eine Bevölkerung von 6647 Einwohnern, davon waren 3082 männlich und 3565 weiblich. Die gleichnamige Kommune zählte zum selben Zeitpunkt 101.893 Einwohner, davon 49.187 männlich und 52.706 weiblich.
Die fünf weiteren Arrondissements der Kommune sind Dahé, Doutou, Honhoué, Sè und Zoungbonou. Kumuliert umfassen alle sechs Arrondissements 80 Dörfer.